# Barcelona Open 2021 - Doppio
Juan Sebastián Cabal / Robert Farah hanno difeso il loro titolo in questa edizione, battendo in finale Kevin Krawietz / Horia Tecău con il punteggio di 6-4, 6-2

## Teste di serie
1. Juan Sebastián Cabal /  Robert Farah (campioni)
2. Marcel Granollers /  Horacio Zeballos (primo turno)

1. Rajeev Ram /  Joe Salisbury (semifinale)
2. Wesley Koolhof /  Łukasz Kubot (primo turno)

## Wildcard
1. Carlos Alcaraz /  Pablo Carreño Busta (quarti di finale, ritirati)

1. Feliciano López /  Marc López (primo turno)

## Qualificati
1. Adrian Mannarino /  Benoît Paire (primo turno)

## Tabellone

### Legenda
| - Q = Qualificato - WC = Wild card - LL = Lucky loser | - ALT = Alternate - SE = Special Exempt - PR = Protected Ranking | - w/o = Walkover - r = Ritirato - d = Squalificato |

|  | Primo turno                 | Primo turno                 | Primo turno               | Primo turno | Primo turno |  |  | Quarti di finale   | Quarti di finale          | Quarti di finale          | Quarti di finale          | Quarti di finale  |   |      | Semifinali | Semifinali                        | Semifinali                        | Semifinali                 | Semifinali                 |   |   | Finale | Finale | Finale | Finale | Finale |  |
|  |                             |                             |                           |             |             |  |  |                    |                           |                           |                           |                   |   |      |            |                                   |                                   |                            |                            |   |   |        |        |        |        |        |  |
|  | 1                           | JS Cabal R Farah            | JS Cabal R Farah          | 6           | 6           |  |  |                    |                           |                           |                           |                   |   |      |            |                                   |                                   |                            |                            |   |   |        |        |        |        |        |  |
|  |                             | P-H Herbert N Mahut         | P-H Herbert N Mahut       | 2           | 4           |  |  | 1                  | JS Cabal R Farah          | JS Cabal R Farah          | 6                         | 6                 |   |      |            |                                   |                                   |                            |                            |   |   |        |        |        |        |        |  |
|  | D Evans N Skupski           | D Evans N Skupski           | 6                         | 5           | [13]        |  |  |                    | D Evans N Skupski         | D Evans N Skupski         | 3                         | 4                 |   |      |            |                                   |                                   |                            |                            |   |   |        |        |        |        |        |  |
|  | H Kontinen É Roger-Vasselin | H Kontinen É Roger-Vasselin | 4                         | 7           | [11]        |  |  |                    |                           |                           |                           |                   |   |      | 1          | JS Cabal R Farah                  | JS Cabal R Farah                  | 7                          | 6                          |   |   |        |        |        |        |        |  |
|  | 4                           | W Koolhof Ł Kubot           | W Koolhof Ł Kubot         | 4           | 1           |  |  |                    |                           |                           | J Chardy F Martin         | J Chardy F Martin | 5 | 1    |            |                                   |                                   |                            |                            |   |   |        |        |        |        |        |  |
|  | WC                          | C Alcaraz P Carreño Busta   | C Alcaraz P Carreño Busta | 6           | 6           |  |  | WC                 | C Alcaraz P Carreño Busta | C Alcaraz P Carreño Busta | C Alcaraz P Carreño Busta |                   |   |      |            |                                   |                                   |                            |                            |   |   |        |        |        |        |        |  |
|  |                             | J Chardy F Martin           | 7                         | 64          | [10]        |  |  |                    | J Chardy F Martin         | J Chardy F Martin         | J Chardy F Martin         | w/o               |   |      |            |                                   |                                   |                            |                            |   |   |        |        |        |        |        |  |
|  | Q                           | A Mannarino B Paire         | 6(1)                      | 7           | [8]         |  |  |                    |                           |                           |                           |                   |   |      | 1          | Juan Sebastián Cabal Robert Farah | Juan Sebastián Cabal Robert Farah | 6                          | 6                          |   |   |        |        |        |        |        |  |
|  | WC                          | F López M López             | F López M López           | 3           | 1           |  |  |                    |                           |                           |                           |                   |   |      |            |                                   |                                   | Kevin Krawietz Horia Tecău | Kevin Krawietz Horia Tecău | 4 | 2 |        |        |        |        |        |  |
|  |                             | I Dodig J Murray            | I Dodig J Murray          | 6           | 6           |  |  |                    | I Dodig J Murray          | I Dodig J Murray          | 3                         | 4                 |   |      |            |                                   |                                   |                            |                            |   |   |        |        |        |        |        |  |
|  |                             | C Garín G Pella             | C Garín G Pella           | 0           | 3           |  |  | 3                  | R Ram J Salisbury         | R Ram J Salisbury         | 6                         | 6                 |   |      |            |                                   |                                   |                            |                            |   |   |        |        |        |        |        |  |
|  | 3                           | R Ram J Salisbury           | R Ram J Salisbury         | 6           | 6           |  |  |                    |                           |                           |                           |                   |   |      | 3          | R Ram J Salisbury                 | 6                                 | 3                          | [9]                        |   |   |        |        |        |        |        |  |
|  | J Peers L Saville           | J Peers L Saville           | J Peers L Saville         | 6           | 6           |  |  |                    |                           |                           | K Krawietz H Tecău        | 1                 | 6 | [11] |            |                                   |                                   |                            |                            |   |   |        |        |        |        |        |  |
|  | M Melo J-J Rojer            | M Melo J-J Rojer            | M Melo J-J Rojer          | 1           | 4           |  |  | J Peers L Saville  | J Peers L Saville         | J Peers L Saville         | 4                         | 3                 |   |      |            |                                   |                                   |                            |                            |   |   |        |        |        |        |        |  |
|  |                             | K Krawietz H Tecău          | K Krawietz H Tecău        | 7           | 7           |  |  | K Krawietz H Tecău | K Krawietz H Tecău        | K Krawietz H Tecău        | 6                         | 6                 |   |      |            |                                   |                                   |                            |                            |   |   |        |        |        |        |        |  |
|  | 2                           | M Granollers H Zeballos     | M Granollers H Zeballos   | 64          | 63          |  |  |                    |                           |                           |                           |                   |   |      |            |                                   |                                   |                            |                            |   |   |        |        |        |        |        |  |

## Qualificazioni

### Teste di serie
1. Sander Gillé /  Joran Vliegen (primo turno)

1. Marcus Daniell /  Philipp Oswald (ultimo turno)

### Qualificati
1. Adrian Mannarino /  Benoît Paire

### Tabellone
|  | Primo turno | Primo turno                   | Primo turno                   | Primo turno | Primo turno |  |  | Ultimo turno | Ultimo turno                  | Ultimo turno | Ultimo turno | Ultimo turno |  |
|  |             |                               |                               |             |             |  |  |              |                               |              |              |              |  |
|  | 1           | Sander Gillé Joran Vliegen    | Sander Gillé Joran Vliegen    | 4           | 4           |  |  |              |                               |              |              |              |  |
|  |             | Adrian Mannarino Benoît Paire | Adrian Mannarino Benoît Paire | 6           | 6           |  |  |              | Adrian Mannarino Benoît Paire | 1            | 7            | [10]         |  |
|  | WC          | David Marrero Tommy Robredo   | David Marrero Tommy Robredo   | 3           | 3           |  |  | 2            | Marcus Daniell Philipp Oswald | 6            | 6(0)         | [7]          |  |
|  | 2           | Marcus Daniell Philipp Oswald | Marcus Daniell Philipp Oswald | 6           | 6           |  |  |              |                               |              |              |              |  |